# Кримська криза (1992—1994)
Кримська криза або Холодна війна за Крим — події 1992—1994 років, що відбувались навколо Кримського півострова, за розподіл Чорноморського флоту ВМФ СРСР між Україною та Росією, що переросло в спробу Росії встановити повний контроль над півостровом.

## Передумови

### Перетворення Кримської області УРСР в Кримську Автономну РСР УРСР
20 січня 1991 року відбувся всекримський референдум, який порушив запитання: «Ви за відновлення Кримської Автономної Радянської Соціалістичної Республіки як суб'єкта Союзу РСР і учасника Союзного договору?». 
Понад 93% виборців відповіли «так». У результаті референдуму Крим не став самостійною державою у складі СРСР, але за прийнятим ВР УРСР законом від 12 лютого 1991 року Кримська область була перетворена на Кримську Автономну Радянську Соціалістичну Республіку у складі УРСР.

### Референдум за незалежність України
24 серпня 1991 року позачерговою сесією Верховної Ради УРСР було ухвалено Акт проголошення незалежності України, яким проголошено незалежність України та створення самостійної української держави — України, до якої входила і Кримська Автономна РСР.
1 грудня 1991 року відбувся всеукраїнський референдум на якому 54,19 % виборців Криму та 57,07 % виборців Севастополя підтримали державну незалежність України.
Після оголошення результатів референдуму 2 грудня 1991 року, Крим, як частину незалежної України почали визнавати країни світу.

## Перебіг конфлікту

### Викрадення росіянами крейсера Адмірал Кузнєцов
Після проголошення незалежності 1991 року радянський Чорноморський флот перейшов під контроль України на основі територіальної належності, адже основна база флоту — Севастополь разом з Кримом відтепер входили до незалежної України. Відповідно до постанови Верховної Ради України «Про військові формування в Україні», прийнятими в той же день, всі військові формування, дислоковані на її території, були формально перепідпорядковані Верховній Раді України. У жовтні 1991 року Верховна Рада України ухвалила рішення про перепідпорядкування Україні Чорноморського флоту.
В листопаді 1991 року на адресу командира корабля Адмірал Кузнєцов, що базувався у Севастополі надійшла урядова телеграма від новообраного Президента України Леоніда Кравчука, в якій пояснювалося, що крейсер є власністю України і що до ухвалення урядового рішення він повинен залишатися на севастопольському рейді. 
Незважаючи на заборону Києва корабель вийшов в район Феодосійського полігону для відпрацювання зльоту-посадки палубних літаків. Тим часом з Північного флоту до Криму терміново вилетів заступник командувача Північним флотом віце-адмірал Юрій Устименко, який, прибувши на борт, віддав наказ терміново, без двох третин офіцерсько-мічманського складу а також заводської здавальної команди, які перебували на березі, готуватися до переходу морем — аби не залишити корабель Україні, командування ВМФ ухвалило рішення про його перехід на Північ до завершення державних випробувань — їх другий етап розпочався лише восени 1992 року на Північному флоті, де не було ні полігону НИТКА, ні технічної документації за першим етапом, ні підготовлених інженерів і льотчиків-випробувачів, і тривав до середини осені 1994 року.
О 23.40, не подаючи жодних сигналів, корабель залишив Севастопольський рейд і взяв курс на Босфор. До протоки «Кузнєцов» йшов 30-вузловим ходом, у вузькості — 20 вузловим. Протоки корабель пройшов 1 грудня 1991 року. Турецька влада не перешкоджала руху судна.
20 грудня включений до складу Північного флоту ВМФ Російської Федерації, військово-морський прапор СРСР замінений на прапор ВМФ Росії. 24 грудня 1991 року «Адмірал Кузнєцов» прибув до постійного місця базування Відяєво Мурманської області.

### Війна за присягу
5 квітня 1992 року президент України Леонід Кравчук підписав указ «Про перехід Чорноморського флоту в адміністративне підпорядкування міністерству оборони України». 7 квітня Президент Російської Федерації Борис Єльцин видав указ «Про перехід під юрисдикцію Російської Федерації Чорноморського флоту». «Війна указів» завершилася зустріччю двох президентів в Дагомисі. Обидва президенти скасували свої укази, було підписано угоду про подальший розвиток міждержавних відносин, в якому вказувалося на необхідність продовження переговорного процесу зі створення ВМФ Росії і ВМС України на базі Чорноморського флоту.
Серйозні протиріччя між Україною та Росією щодо Криму почалися в 1992 році. Росія почала активно перешкоджати процесові переходу Чорноморського флоту під контроль України, застосовуючи як контррозвідувальні (перешкоджання зв'язку, радіоперехоплення), так і навіть локальні силові заходи. Проте частина Чорноморського флоту все ж перейшла на бік України. Найболіснішим для Росії стало прийняття української присяги особовим складом військової комендатури Севастопольського гарнізону, яке відбулося 9 липня 1992. Це спровокувало Росію на відповідні заходи: вже наступного дня комендатуру захопила російська десантно-штурмова група.

### Повстання на СКР-112
21 липня 1992 року відбувся перехід сторожового корабля СКР-112 з Чорноморського флоту у ВМС України.

### Апогей холодної війни
У вересні 1993 відбувся ще один інцидент — українські піхотинці зіткнулися з російською береговою охороною, в результаті чого поранили трьох росіян. Звинувативши Україну в намаганні присвоїти собі Чорноморський флот, Росія запустила процес відокремлення Криму від України, роздаючи російські паспорти працівникам об'єктів Чорноморського флоту та ведучи антиукраїнську інформаційну кампанію по всій території Криму. 
В січні 1994 Юрій Мєшков, який на той час обіймав посаду «президента» Криму, закликав Росію включити до свого складу Крим.
8 квітня 1994 року стався черговий конфлікт між Чорноморським флотом і ВМС України, коли на гідрографічному судні ЧФ «Челекен» намагалися вивезти радіонавігаційне обладнання з Одеси. Вранці 9 квітня зупинити «Челекен» відправили українські прикордонні катери. У повітря були підняті чотири штурмовики Су-25. У відповідь з Севастополя на зустріч судну-втікачеві вийшла ціла корабельна ударна група ЧФ. Конфлікт ставав все більш небезпечним, і, щоб уникнути відкритого зіткнення, в Києві вирішили перевірити судно в Севастополі. Але там росіяни перевантажили все обладнання на інші судна, і українці не змогли довести факт пограбування.

### Введення Національної гвардії України до Криму
Україна ввела на територію Криму велику кількість (близько 60 тисяч) солдатів Національної гвардії та прикордонних військ, після чого ситуація стабілізувалася. 10 червня 1994 Україна та Росія домовилися про поділ Чорноморського флоту.

### Остаточний розподіл флоту
Спочатку мова йшла про рівноправний поділ флоту, але вже на зустрічі в червні 1995 року Борис Єльцин та Леонід Кучма домовилися 18,3% кораблів передати до ВМС України, а 81,7% судів — до ВМС РФ. У свою чергу військово-морські бази у Ізмаїлі, Одесі, Очакові, Керчі, Донузлаві і Балаклаві і ще 10 баз морської авіації перейшли також під контроль ВМС України. Натомість Росії дозволялося мати на території України 338 кораблів і судів, чисельність особового складу яких не може перевищувати 25 тис. осіб.

## Відео
- Національна гвардія України: Вартові незалежності на YouTube
- Буремні 90-ті: як Росія вже намагалася захопити Крим — Секретний фронт, 14.09 на YouTube